# Тумук Хумак
Тумук Хумак (на френски: Monts Tumuc-Humac; на португалски: Serra Tumucumaque; на нидерландски: Toemoek-Hoemakgebergte) е планинска верига която образува границата на Бразилия с Френска Гвиана и Суринам.
На запад граничи с друга планина – Акарай, а на юг граничи с Амазонската тропическа гора. Планината се простира 290 км в източна-западна посока и има средна височина от 850 м. Площта ѝ е 15 000 км².
Две важни реки извират от Тумук Хумак: река Марони и река Ояпок. Река Марони (на нидерландски: Marowijne) формира цялата граница между Суринам и Френска Гвиана, докато река Ояпок (на португалски: Oiapoque) разделя Френска Гвиана и Бразилия. Планината е част от Бразилския националният парк Тумукумаку (на португалски: Tumucumaque), който се простира през щатите Амапа и Пара. Паркът е най-големият национален парк в Бразилия и най-голямата защитена тропическа площ в света. Най-високата точка в щата Амапа се намира в планината.
През испанската колониална ера се е смятало че Тумук Хумак е било месонахождението на Ел Дорадо, известната държава от злато. Както и да е, този район е бил малко изследван до 50-те години на XX век. През 1952 година, Францис Мазиѐре, френски изследовател, направил първата екпедиция и изкачил Френската част на планината.